# Мизенум
Мизенум (на латински: Misenum; днес Мизено) е през древността името на полуостров и град на северния край на Неаполитанския залив. Днес е част от град Баколи.